# Quartiers d'Angers

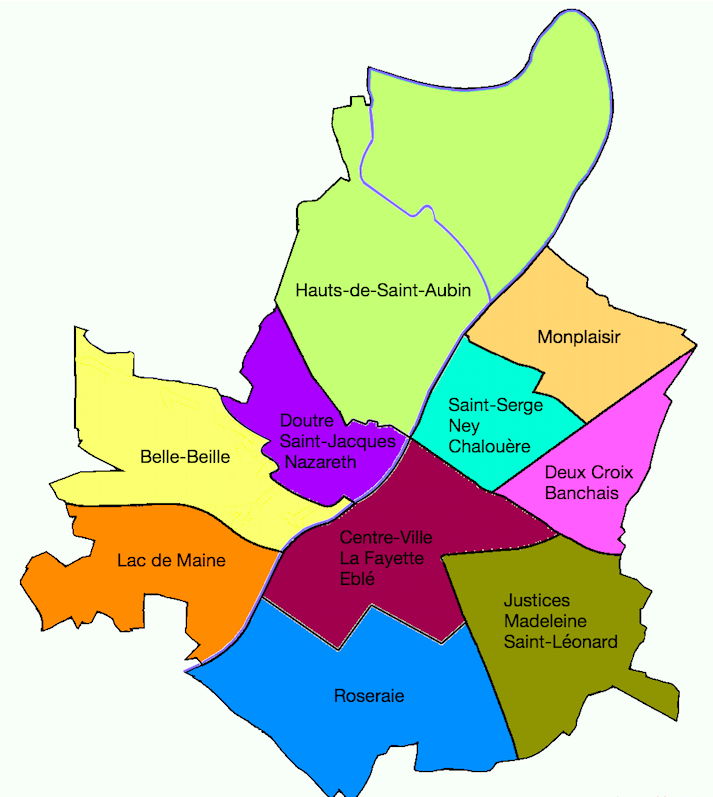
Plan des quartiers administratifs de la ville.

Angers est composée de 10 quartiers administratifs regroupant eux-mêmes plusieurs véritables quartiers tels qu'identifiés par les habitants, eux-mêmes au nombre d'une trentaine. La plupart font référence à la rue ou la place autour de laquelle ils se sont formés (rue Bressigny, place de la Visitation, etc.) ou de lieux-dits (Orgemont par exemple). L'île Saint-Aubin bien que non habitée fait également partie d'une division territoriale de la commune.

## Centre-Ville - La Fayette - Éblé

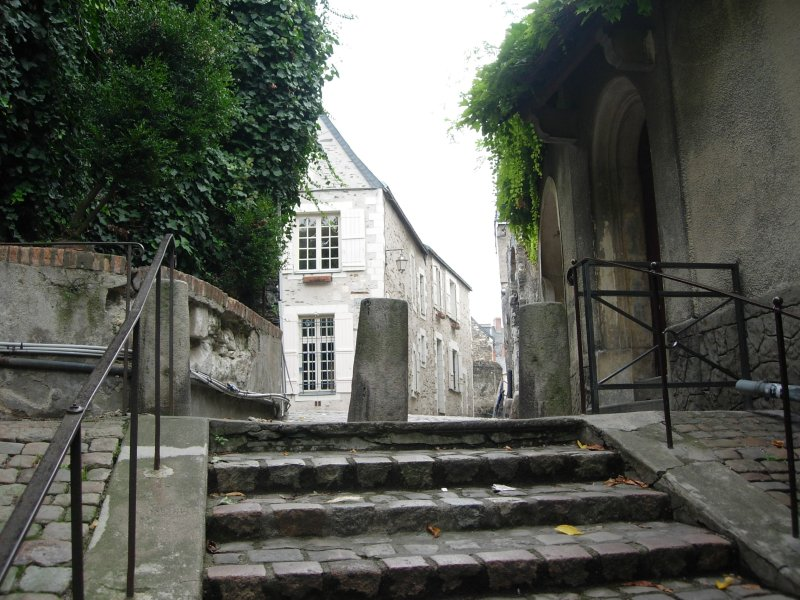
Ruelle typique de la Cité.

Le quartier du Centre-Ville est double. Les fondations de la ville se trouvent sur un promontoire de schiste ardoisier dominant la rive gauche de la Maine. C'est la Cité, le quartier historique de la ville principalement constitué d'un ensemble canonial érigé du XIIIe au XVe siècle. On y trouve également le château et la cathédrale Saint-Maurice. Autour de ce vieil ensemble se trouve le centre-ville proprement dit. On y rencontre les principales artères commerçantes et festives ainsi que de nombreuses institutions (hôtel de ville, hôtel du département, hôtel de préfecture, bibliothèque municipale, musées, etc.).
Au-delà des boulevards ceinturant l'hyper-centre, au sud-est, le quartier de l’Esvière est lui un quartier ancien uniquement résidentiel et celui de la Place de la Visitation, très commerçant, fait la jonction avec la gare d’Angers Saint-Laud. Celle-ci marque la limite avec les quartiers Éblé et La Fayette, au sud, moins commerçants. Le quartier Éblé accueille notamment l’École militaire du Génie alors que le quartier Lafayette, en plus d’abriter un marché relativement important, abrite la Cité administrative. Au sud-est de celui-ci se trouve un quartier au bâti bourgeois (rue Mirabeau et alentours).

## Roseraie

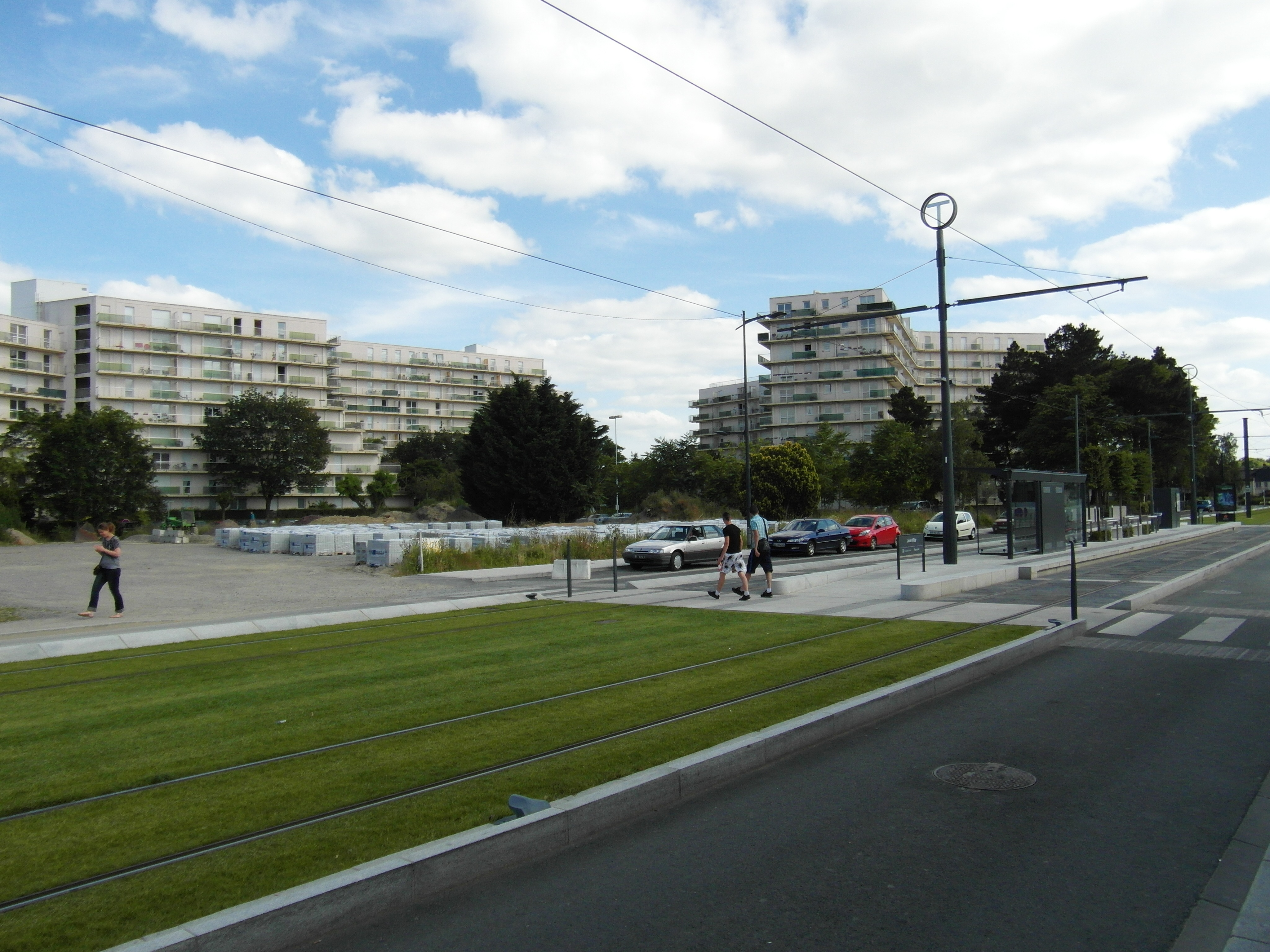
Quartier Jean Vilar.

Ce quartier au sud de la ville est principalement le résultat de la mise en place d’une zone à urbaniser en priorité en 1965. Il se compose par conséquent de grands ensembles collectifs, notamment sociaux, édifiés en lieu et place d’une zone de culture maraîchère. Les premiers habitants s’installent dès 1968 et sont au nombre de 20 000 en 1980. Le sud du quartier comprend quant à lui davantage d’habitats pavillonnaires ou de petits collectifs (quartiers Village Anjou et Orgemont notamment).
Le quartier accueille notamment la Clinique de l'Anjou, le siège social et l'imprimerie du Courrier de l'Ouest ainsi que le Parc de l'arboretum.
La Roseraie tire son nom d’un petit jardin public comprenant une roseraie avenue Maurice Tardat près duquel fut édifiée la première résidence du quartier, la Cité Salpinte.

## Justices - Madeleine - Saint-Léonard
Dans ce quartier du sud-est de la ville, l’habitat était historiquement dispersé et regroupé le long des grands axes en faubourgs ouvriers, principalement en direction des ardoisières de Trélazé ; de même, des horticulteurs y étaient installés. De nombreux chemins seront urbanisés à partir des années 1950 autour de petits lotissements. Les années 1960 voient le prolongement du boulevard périphérique sud et l'édification de nombreux petits collectifs et, depuis les années 1980, l’urbanisation s’est achevée au détriment des derniers agriculteurs.
On rencontre dans le quartier le principal complexe sportif de la ville (stade Raymond-Kopa) et au nord-ouest, l'Université catholique de l’Ouest et l’École Supérieure d’Agriculture.
Alors que la Madeleine et Saint-Léonard doivent leurs noms à la paroisse à laquelle ils appartenaient (la Madeleine devant d’ailleurs son nom à la présence d’une léproserie), le nom des Justices s’explique par la présence sur la place centrale du faubourg des anciennes fourches patibulaires et du gibet de la ville, et ce du Moyen Âge jusqu’en 1753. Cette installation servait tant aux exécutions qu’à l’exposition du corps supplicié aux yeux de la population.

## Saint-Serge - Ney - Chalouère

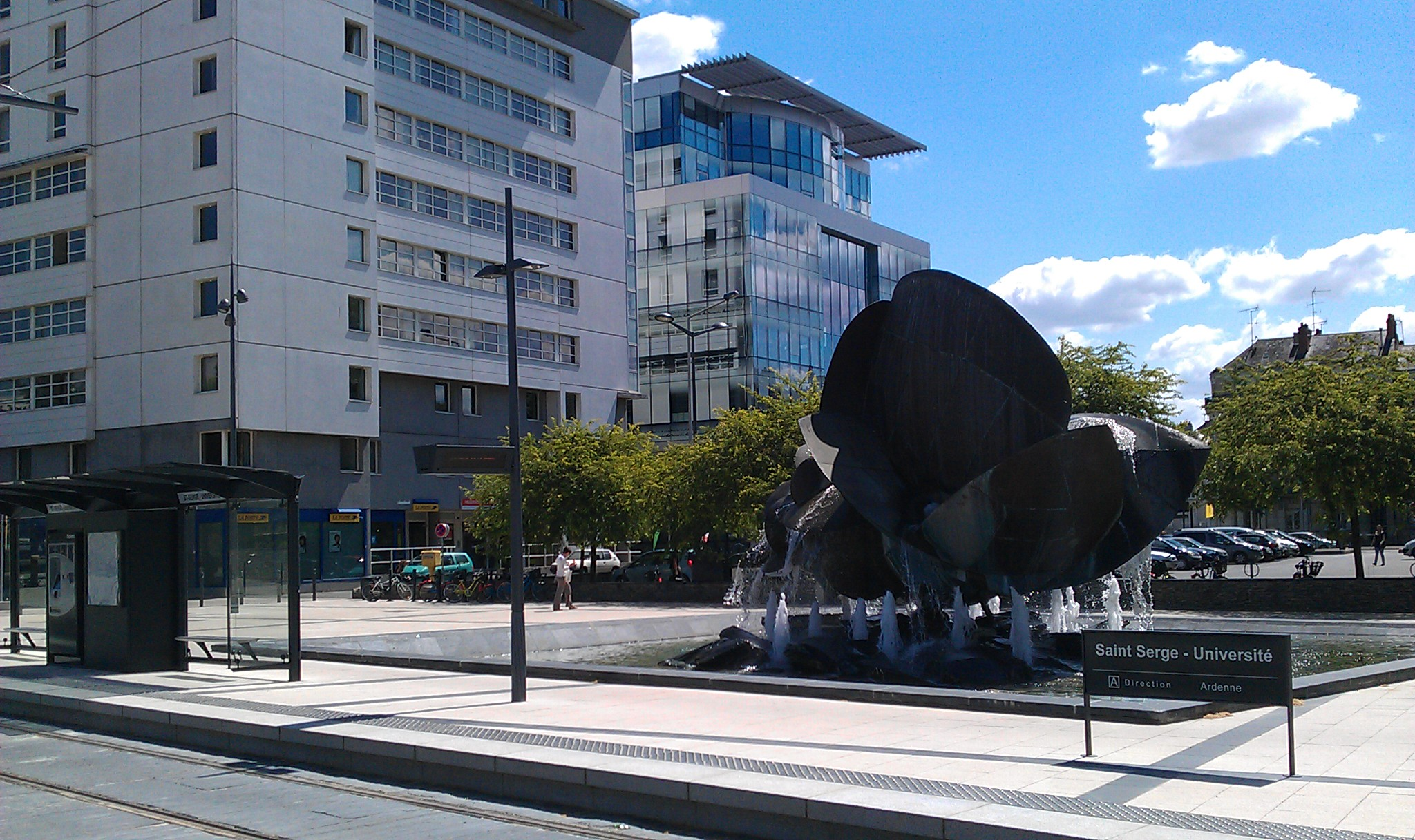
Place François-Mitterrand et Université.

Ce quartier, au nord du centre-ville actuel, est issu de l’ancien faubourg Saint-Samson, autrefois rempli de petites échoppes d’artisans et commerçants. Aujourd’hui, le quartier est devenu tout à la fois un pôle résidentiel, étudiant et économique. Le site en friche de l’ancienne gare Saint-Serge, désaffectée au sortir de la Seconde guerre mondiale, a été remplacé dans les années 1990 par le campus universitaire de droit, économie et gestion ainsi que par de nombreux logements (notamment étudiants) et un important cinéma multiplexe. Le marché d’intérêt national, inauguré en 1963, occupe une large portion du quartier, de même que de nombreux entrepôts industriels et commerciaux. La dénomination du quartier renvoie d’ailleurs à cette réalité : Saint-Serge est associé à ces grands espaces tertiaires alors que les quartiers de la place Ney et de la Chalouère renvoient à un bâti plus traditionnel et résidentiel.
Le quartier accueille également, entre autres lieux notables, le Jardin des plantes, le Centre des Congrès, l'Institut Confucius des Pays de la Loire ainsi que la Maison d’arrêt, tous trois à proximité immédiate du centre-ville.
La toponymie renvoie à l'ancienne abbaye Saint-Serge, fondée au VIIe siècle et actuellement occupée par le lycée Joachim du Bellay.

## Deux Croix - Banchais
Ce quartier, au nord-est de la ville, est essentiellement composé de HLM et de résidences individuelles. Les cultures maraichères du quartier laissent place à l’urbanisation à la fin des années 1950 autour de la construction du boulevard Gaston Birgé, où s’implantera dès 1957 une importante usine Thomson aujourd’hui fermée. Ce quartier accueille depuis 2008 la première « cité éducative » de la ville. Celle-ci, baptisée Annie-Fratellini, regroupe école, crèche, centre de loisirs et bibliothèque alors que la maison de quartier lui fait face. Le cimetière de l’est, l’un des plus importants de la ville, se trouve également dans le quartier. Au sein du quartier se trouve le Grand-Pigeon, importante cité d’où s’élève la tour Chaptal, témoin architectural et repère visuel dans le panorama urbain de la ville.
La toponymie du quartier provient d’une part de l’ancienne closerie des « Deux-Croix », attestée depuis 1546 et d’autre part d’une ancienne « Boschittus Villa » (« Villa des bosquets ») dont le nom perdurera sur place en « Banchets » puis « Banchais ». Le terme de Grand Pigeon, encore fréquemment employé pour désigner peu ou prou l’ensemble du quartier, provient quant à lui du nom du premier propriétaire d’une ancienne carrière d’ardoises située à proximité.

## Monplaisir
Situé au nord d’Angers, le quartier de Monplaisir est principalement issu d’une ZUP (zone à urbaniser en priorité) élaborée à partir de 1959. Ces terrains sont choisis afin de ne pas empiéter sur les terres maraichères du sud de la ville (qui seront urbanisées néanmoins au cours des années 1960 lors de la création du quartier de La Roseraie). L’habitat y est donc majoritairement collectif, organisé autour de la place de l’Europe, centre administratif, social et commercial du quartier. Les premiers locataires s’installent en décembre 1963.
Le quartier abrite deux institutions incontournables de la ville. D’une part, Le chabada, principale salle de concert de la ville ; et d’autre part, le siège de Scania France et l’usine de production attenante qui emploient près de 700 personnes. On y trouve également la Cité des associations.
Le quartier, longtemps appelé « ZUP Nord de Briollay » prend le nom de Monplaisir du nom du principal boulevard qui le traverse en 1967. Ce nom lui-même provient d’un ancien domaine attesté depuis 1574.

## Hauts-de-Saint-Aubin
Ce quartier, situé au nord d’Angers en rive droite de la Maine, regroupe deux quartiers auparavant distincts (Verneau et les Capucins), ainsi que le plateau des Capucins et une partie du plateau de la Mayenne (à cheval avec la commune voisine d'Avrillé). C’est en grande partie un quartier en cours d’urbanisation dans sa partie nord niveau du plateau des Capucins, espace anciennement agricole, et du plateau de la Mayenne, site de l'ancien aérodrome. Plus au sud se trouve l’ancienne cité Verneau. Celle-ci fut conçue dans les années 1950 comme une « cité expérimentale » pour le relogement de l’après-guerre, mais elle devint au fil des ans un micro-quartier défavorisé. Le quartier des Capucins, plus ancien, permet quant à lui la liaison entre le centre de la ville et le nord de l'agglomération. Le long de la Maine s'y étire par ailleurs l'ancien village de Reculée dont l'urbanisation remonte au XIe siècle.
Au nord du quartier se trouve le parc grand public du végétal Terra Botanica ainsi que le centre aqualudique « AquaVita ». Les principales institutions présentes sur le territoire du quartier sont principalement le Centre hospitalier universitaire et dans une moindre mesure l’École supérieure d’électronique de l’ouest.
L’île Saint-Aubin, située en contrebas du plateau des Capucins lui est administrativement rattachée. Son nom provient de l’ancienne abbaye angevine propriétaire de l’île de 978 jusqu’à la Révolution. Celle-ci, d’une superficie de 600 hectares, est un écosystème remarquable à l’extrémité sud des « basses vallées angevines ».

## Doutre - Saint-Jacques - Nazareth

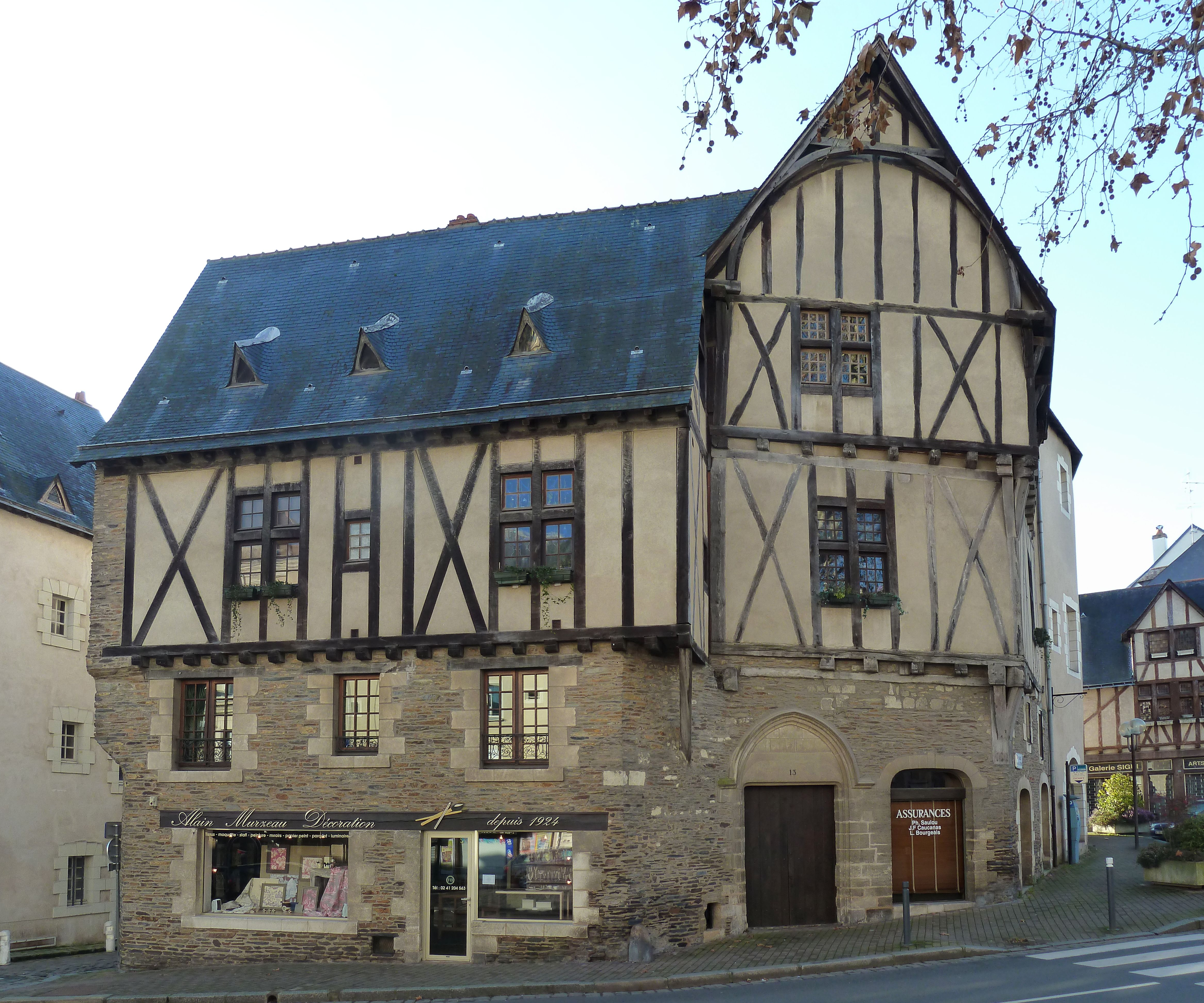
Hôtel Sabart, place de la Laiterie.

Ce quartier de la rive droite se compose du quartier historique de la Doutre, de l’ancien faubourg Saint-Jacques et, au nord, du quartier de Nazareth. La Doutre doit son nom à sa situation géographique, étant la partie de la ville historiquement développée « outre-Maine » au sein des anciennes fortifications. Le patrimoine du quartier est très riche, entre maisons médiévales à colombages, ruelles étroites, ensemble religieux et hôtels particuliers. On y trouve en outre l’ancien hôpital Saint-Jean édifié vers 1180, remarquable témoignage d’architecture hospitalière et du style gothique angevin. Il accueille aujourd’hui le Musée Jean Lurçat et de la tapisserie contemporaine. L’ancienne salle des malades accueille ainsi le chef-d’œuvre de Lurçat le « Chant du monde ». Le quartier abrite également le théâtre du Quai et le port fluvial d’Angers ainsi que la place La Rochefoucault qui accueille notamment la Foire Saint-Martin, la fête foraine de la ville.
De leur côté, Saint-Jacques et Nazareth sont deux quartiers essentiellement résidentiels, dont le premier doit son urbanisation au XIXe siècle à sa position sur la route de Nantes, le second étant de développement plus récent.

## Belle-Beille
L’urbanisation de ce quartier de l’ouest de la ville commence au XIXe siècle le long de la « nouvelle » route de Nantes (actuelle avenue du Général-Patton), dans le prolongement du faubourg Saint-Jacques. Elle s’intensifie au lendemain de la Seconde Guerre mondiale : Belle-Beille est en effet le premier quartier angevin où s’élèveront de grands ensembles collectifs. Les premiers locataires s’installent dès 1954. Le quartier n’est pas uniquement résidentiel puisqu’il accueille de nombreuses entreprises – grâce à la création d’une « zone franche urbaine » – ainsi que le principal campus universitaire de la ville. Outre l’Université, on y trouve l’IUT et l’Essca.
Le quartier de Belle-Beille abrite également le parc de la Garenne et l’étang Saint-Nicolas, pièce d’eau artificielle de 19 hectares construite au XIe siècle et alimentée par le Brionneau.
Le quartier tire son nom d’une ancienne ferme attestée depuis 1594.

## Lac de Maine
Le quartier du Lac de Maine est un quartier récent à l’écart de la ville. Il se développe à partir des années 1970 parallèlement à l’édification d’une base de loisirs et d’un lac, résultats de l’extraction d’une gravière à la même époque. Les premières zones d’habitation apparaissent en 1976 ; la base de loisirs est ouverte au public en 1978. La densité de population du quartier est faible, l’habitat y étant majoritairement individuel.
Le lac – 110 hectares à lui seul – est au cœur d’un important complexe nautique et sportif qui abrite également le camping municipal.

### Sources municipales
1. ↑  « Histoire du quartier : Justices - Madeleine - St Léonard » (consulté le 17 août 2015).
2. ↑  « Dictionnaire des rues » (consulté le 17 août 2015).
3. ↑  « Dictionnaire des rues » (consulté le 17 août 2015).
4. ↑  « Dictionnaire des rues » (consulté le 17 août 2015).
5. ↑  « Histoire du quartier : St Serge - Ney - Chalouère » (consulté le 18 août 2015).
6. ↑  « Dictionnaire des rues » (consulté le 18 août 2015).
7. ↑  « Histoire du quartier : Deux Croix - Banchais » (consulté le 18 août 2015)
8. ↑  « Dictionnaire des rues » (consulté le 18 août 2015)
9. ↑  « Dictionnaire des rues » (consulté le 18 août 2015)
10. 1 2  « Histoire du quartier : Monplaisir » (consulté le 18 août 2015)
11. ↑  « Dictionnaire des rues » (consulté le 18 août 2015)
12. 1 2  « Histoire du quartier : Hauts-de-Saint-Aubin » (consulté le 21 août 2015)
13. ↑  « Laissez-vous conter La Cité, la Ville et la Doutre » (consulté le 22 août 2015)
14. ↑  « Histoire du quartier : Belle-Beille » (consulté le 22 août 2015)
15. ↑  « Dictionnaire des rues » [archive du 19 janvier 2015] (consulté le 22 août 2015)
16. ↑  « Histoire du quartier : Lac de Maine » (consulté le 23 août 2015)

- Cet article est partiellement ou en totalité issu de l'article intitulé « Angers » (voir la liste des auteurs).